# Jan Kott
Jan Kott (n. 27 octombrie 1914, Varșovia, Imperiul Rus – d. 22 decembrie 2001, Santa Monica, California, SUA) a fost un eseist, critic teatral și literar, istoric literar, scriitor, prozator și poet polonez. A fost membru în colectivul redacțional al săptămânalului literar-artistic "Kuznica" între 1945 și 1948. A fost unul dintre organizatorii Institutului de cercetări literare, din 1949 profesor la catedra de romanistică din cadrul Universității din Wrocław, iar din 1952 profesor la catedra de polonă a Universității din Varșovia.

## Biografie
În 1939, după capitularea Varșoviei prizonier de război într-un lagăr german, izbutește să fugă ajutat fiind de un medic care-i procură actele unui decedat. A fost arestat de poliție. Imediat după ce iese din temniță se înscrie în partidul comunist. Urmează o serie de misiuni care-l poartă la Varșovia, Lvov, Cracovia, în păduri unde se duceau lupte, în zona germană, în cea sovietică. În martie 1957 părăsește partidul comunist, iar în anii '60 se exilează peste Ocean. 

## Opera literară
În perioada interbelică a scris critică literară și poezie. În 1946 și-a publicat eseurile scrise în timpul războiului, sub titlul Mitologie și realism, în 1948 studiul Despre Păpușa lui Bolesław Prus, iar în 1949 volumul de eseuri Școala clasicilor consacrat operelelor realismului vest-european din secolele XVIII-XIX. În cadrul cercetărilor sale pe primul loc s-a situat epoca iluminismului: O nouă sinteză a iluminismului polonez (1950), antologia Poezia iluminismului polonez (1950), antologia Poezia iluminismului polonez (1950), ediția critică a scrierilor lui S.Trembecki (1953) și ale lui F.Bohomolec (1960). Publicistica sa, editată sub titlul Progres și prostie (vol.1-2, 1956) precum și cronicile teatrale strînse în volumele Cum vă place (1955), Îmblînzirea scorpiilor (1957) și Masură pentru măsură (1962) reprezintă o cronică a vieții teatrale și literar-sociale a perioadei respective. Schițe despre Shakespeare, apărută în cea de-a treia ediție sub titlul Shakespeare, contemporanul nostru (1965) este cartea care i-a adus în 1964 Premiul Herder. A tradus din operele lui Diderot, Rimbaud, Apollinaire, Eluard, Aragon, Sartre, Ionescu și mulți alții.
Stabilit din 1966 în SUA, Jan Kott predă (mai întîi la Universitatea din Yale și apoi la Universitatea Stony Brook) literatură comparată și anglistică. În 1966 îi apar în SUA volumul de proză Jurnal și schițe mărunte, în 1973 eseul Zeul devorat, iar în 1990 scrierea Contribuții la o biografie. Cele mai multe din operele sale au fost traduse în numeroase țări.